# Závodní hotel (Kopřivnice)
Závodní hotel v Kopřivnici (německy Werks-Hotel) vznikl v roce 1891. Byl vybudován z iniciativy tehdejší továrny na kočáry (předchůdce dnešního podniku Tatra Kopřivnice). 
Hotel byl zbudován v období prudkého růstu Kopřivnice, tedy v závěru 19. století. Budovu hotela doplňovala také restaurace, hospoda a velký sál, který byl pronajímán pro různé kulturní a společenské akce. Hotel byl provozován relativně úspěšně, o čemž svědčí i jeho rozšíření hned několik let po dokončení. Po roce 1914, kdy vypukla první světová válka, zde byl zřízen obchod s potravinami pro zásobování dělníků místní továrny. Kromě toho se zde nacházelo mobilizační centrum pro rakousko-uherskou armádu, z něhož byli na různé fronty odváděni místní branci. Po roce 1918 byl v německých rukou a byl společenským centrem místní německé komunity, která představovala zhruba čtvrtinu[zdroj?] obyvatel města. Po nějakou dobu zde sídlila také pošta. Po dlouhou dobu zde sídlilo také loutkové divadlo.
Hotel sloužil až do přelomu 60. a 70. let.[zdroj?] Poté byl v rámci přestavby centra města zbořen a nahrazen modernější stavbou, kterou od roku 1974 stavěla jugoslávská firma. Tato nová budova je dnes známá jako Hotel Tatra.